# Перестрахування
Перестрахува́ння — страхування одним страховиком (цедентом, перестрахувальником) на визначених договором умовах ризику виконання всіх або частини своїх обов'язків перед страхувальником у іншого страховика (перестраховика).
При здійсненні перестрахування кожна страхова компанія виходить з того, що даний процес повинен бути економічно ефективним при досягненні поставленої цілі, а також повинен враховувати вартість перестрахування. Перестрахування здійснюється перестрахувальником з метою захисту себе від втрат, які він може понести. При настанні страхового випадку збиток відшкодовується першим (прямим) страховиком, після чого інші страховики відшкодовують йому (прямому страховику) шкоду відповідно до умов договору перестрахування.
Перестрахува́льник, цедент (англ. cedent) — сторона, що передає ризик при перестрахуванні. При цьому перестрахувальник — це або страховик, що прийняв на себе ризик за оригінальним договором страхування або співстрахування (страховому полісу) і передає його в перестрахування, або ретроцедент — якщо сам прийняв ризик у перестрахування і частково передає його іншому перестраховику (ретроцесіонеру) у ретроцесію (тобто подальше перестрахування).
Перестраховик (англ. reinsurer) — страховик, що приймає від іншого страховика (перестраховика) частину відповідальності або всю відповідальність за ризиком.

## Система перестрахування
Перестрахування є вторинним страхуванням раніше застрахованого ризику з метою забезпечення платоспроможності страховика. При цьому страховик, який уклав з перестраховиком договір про перестрахування, залишається відповідальним перед страхувальником у повному обсязі згідно з договором страхування.
Процес, пов'язаний з передачею всього або частини ризику, називають перестрахувальним ризиком, або перестрахувальною цесією. У цьому випадку перестраховика, що віддає ризик, називають цедентом, а перестраховика, що приймає ризик — цесіонер.
Передаючи ризики у перестрахування, перестрахувальник отримує право на тантьему, тобто на комісійні з прибутку, яку перестраховик може отримати при реалізації договору. Таким чином, перестрахування є вторинним страхуванням страховиків від надзвичайних ризиків, що перевищують платоспроможність страхової організації. У цьому полягає сутність і основна функція перестрахування.
Об'єктом перестрахувальних відносин цедента, і фактор є майнові інтереси страхового товариства. В основі перестрахування лежить договір, згідно з яким одна сторона (цедент) передає іншій стороні — перестраховику (фактору), який у свою чергу бере на себе зобов'язання відшкодувати цеденту відповідну частину виплаченого страхового відшкодування. Процес передачі називається цедіруванням ризику, або перестрахувальної цесії.
Страхувальна компанія зобов'язана захистити тримача полісу незалежно від того, чи дійсно перестраховик виплатив належне страховику. Багато страхових компаній потрапило у скруту, купивши перестрахування у компаній, які потім не виплатили свою частку втрат. Наприклад, при 50 % пропрційному перестрахуванні страхова компанія може опинитися з половиною премії, але повним розміром збитків. Це особливо важливо при придбанні перестрахування у перестраховика, що не є резидентом тієї самої країни, що і страховик. Збитки «приходять» пізніше, ніж премії і в певних випадках (забруднення середовища тощо) збитки можуть надійти на декілька років пізніше.

## Контракти на перестрахування
Вищенаведені приклади стосуються контрактів на перестрахування, які покривають більше, ніж один страхувальний поліс. Угоди на перестрахування зазвичай діють 12 місяців, після чого страховик та ведучий перестраховик провадять обговорення умов можливого продовження (це звичайно для страховика і перестраховика мати відносини, що продовжуються багато років).
Одначе, перестраховка може бути придбана і на базі кожного окремого полісу, в цьому випадку вона відома як факультативне перестрахування. Факультативне перестрахування теж може бути підписане як або пропорційне або непропорційне. Факультативне перестрахування часто використовується для великих або інших «нестандартних» ризиків, тобто таких, що «не вкладаються» в умови стандартних угод на перестрахування.

## Ретроцесія («ланцюжок» перестрахувальників)
Ризик, прийнятий перестраховиком від перестрахувальника (цесіонарієм від цедента), в свою чергу, часто піддається подальшій передачі повністю або частково наступного страховому товариству. Така подальша передача перестрахування ризику називається ретроцессією. Страхове товариство, що передає ризик у перестрахування третьому учаснику, називається ретроцедентом, а страхове товариство, що приймає даний ризик — ретроцесіонер.
Цей процес інколи може продовжуватись до тих пір, допоки первинна перестрахувальна компанія не отримає частину своїх ризиків назад. Це відомо як «спіраль» і було звичним у таких галузях, як морське і авіаційне страхування. Досвідчені престрахувальні компанії свідомі цієї небезпеки і намагаються уникнути її.

## Договір перестрахування
Договір перестрахування відповідає принципу «покриття збитків», полягає в тому, що перестраховик зобов'язаний виплатити цеденту (перестрахувальнику) страхову суму або страхове відшкодування пропорційно частці участі і тільки в тому випадку, якщо перестраховик виплатив належну страхову суму (страхове відшкодування) страхувальнику. При цьому перестрахувальник зобов'язаний надати перестраховику повну й достовірну інформацію про цедированний ризик. Ця умова називається принципом доброї волі.

### Об'єкт перестрахувальних відносин
Об'єктом перестрахувальних відносин є майнова ситуація даного страхового товариства, що виступає в ролі цедента. Перестраховик не має ніяких прав і обов'язків, що випливають із укладених перестрахувальником договорів страхування. В свою чергу страхувальник не має нічого спільного з договорами перестрахування, укладеними перестрахувальником щодо передачі ризиків. Страховик не зобов'язаний повідомляти страхувальника про намір передати в перестрахування взяті ризики.

### Види перестрахування
- Активне перестрахування (передача ризику)
- Пасивне перестрахування (прийом ризику)

## Методи перестрахування
Передавання ризиків у перестрахування може відбуватися постійно або одноразово. Історія розвитку перестрахування свідчить, що першими були епізодичні передавання найбільш небезпечних ризиків. Отже, за методом передавання ризиків у перестрахування і за оформленням правових відносин сторін перестрахувальні операції поділяються на такі:
- Факультативні;
- Облігаторні (договірні);
- Факультативно-облігаторні і облігаторно-факультативні (змішані).

### Факультативний метод перестрахування
Він характеризується повною свободою сторін договору перестрахування. Перестрахувальник має право передавати ризики або лишати їх на власній відповідальності, а перестраховик має право прийняти ризики чи відмовитися від них. При факультативному перестрахуванні кожний ризик передається окремо. Головна особливість цього методу перестрахування полягає в можливості використання методу індивідуальних оцінок страхового ризику. Факультативне перестрахування в багатьох аспектах схоже на пряме страхування, зокрема в тому, що перестраховик, приймаючи ризик, дуже докладно його вивчає, знайомиться з практикою страхових операцій цедента. Таке докладне, ретельне вивчення партнера та його пропозицій має сенс, особливо якщо це одне з перших приймань від компанії-цедента. Проте вивчення інформації в такому обсязі потребує багато часу і чималих адміністративних витрат для обох сторін (перевірка документів, вивчення подробиць щодо ризиків і т. ін.).

#### Переваги факультативного методу
- можливість вибору для компанії-цедента якомога сприятливіших умов перестрахування (розміщення ризику в кількох перестрахувальних компаніях, вибір найкращих пропозицій);
- використання цедентом перестрахування в тих випадках, коли відповідальність справді може зашкодити фінансовій стійкості страховика або коли він має розширити свою діяльність у сфері несприятливих для нього страхувань.

Особливістю факультативного перестрахування є можливість регулювання страховиком (цедентом) розміру власного утримання. Порядок укладання перестраховувального договору на факультативній основі такий. Спочатку перестрахувальник та перестраховик укладають між собою договір про співробітництво з факультативного перестрахування. Цей договір не містить даних про ризики, а лише визначає схему роботи, права та обов'язки сторін. Підписуючи таку угоду, перестраховик не зобов'язаний приймати ризики від страховика на перестрахування. Факультативне перестрахування передбачає рішення перестраховика в кожному окремому випадку. Коли у страховика з'являється ризик, який він бажає перестрахувати згідно з Договором про співробітництво з факультативного перестрахування, він надсилає перестраховикові ковер-ноту. Ковер-нота містить таку інформацію: вид страхування; територію страхування; об'єкт страхування; страхову суму; ставку премії; власне утримання; премію перестраховика, комісію і т. ін.

### Облігаторне перестрахування
Воно передбачає обов'язкове віддавання перестрахувальником раніше узгодженої частини ризику за всіма покриттями. Перестраховик також обов'язково має приймати ці частини ризиків згідно з умовами договору. У договорі облігаторного перестрахування обов'язково визначаються ліміти відповідальності, термін дії договору, перестраховувальна премія, перестраховувальна комісія, обмеження щодо покриття, схема розрахунків тощо. Перестрахування на облігаторній основі має універсальний характер, тобто використовується в усіх видах страхування, діє на всіх страхових ринках світу. Облігаторне перестрахування дало поштовх до розвитку техніки перестрахування, що посприяло розробленню системи договорів у різних галузях і видах страхування.
Облігаторне перестрахування дає змогу збільшити обсяги страхових операцій, збирає більшу частину перестраховувальної премії у професіональних перестраховиків світу. Інші переваги цього методу:
- рівномірний розподіл ризиків (перестраховик упевнений у тому, що ризики як більш, так і менш сприятливі, будуть розподілені рівномірно);
- автоматичність приймання ризиків, що потребує значно менших витрат, пов'язаних з обробкою ризиків, скороченні часу на андерайтинг;
- можливість розвитку довгострокових відносин між сторонами;
- гарантія підтримки перестраховика, яка надає більшої свободи цеденту щодо проведення страхових операцій, розширення бізнесу.

В облігаторному перестрахуванні перестрахувальник має систематично висилати перестраховикові бордеро премії і бордеро-збитки. У такому разі відпадає потреба надавати додаткову інформацію, що відбиває стан страхового портфеля цедента. Бордеро-премії— це перелік ризиків, які підпадають під дію облігаторного договору перестрахування. Зазвичай бордеро-премія містить такі дані: номер оригінального полісу; назву застрахованого об'єкта; період страхування; страхову суму; власне утримання перестрахувальника; частку перестраховика; перестраховувальну премію. Стосовно збитків, що сталися, перестрахувальник надсилає перестраховикові бордеро-збитки. Цей документ містить таку інформацію: номер оригінального полісу; дату настання збитків; деталі пошкодження об'єкта; повний збиток; сплачений збиток; зарезервований збиток і т. ін.
Основна недосконалість цього методу така: коли ризик, що підлягає перестрахуванню, не підпадає під умови облігаторного договору або страхова сума за ризиком перевищує ліміт відповідальності за договором, тоді може виникнути потреба в додатковому договорі факультативного перестрахування. Договір облігаторного перестрахування частіше укладається на невизначений термін з правом взаємного розірвання шляхом повідомлення сторін щодо прийнятого рішення. Перестраховики багатьох країн надають перевагу облігаторному методу. У вітчизняному перестрахуванні поширенішим є факультативне перестрахування, оскільки облігаторна форма технічно складніша. У практиці перестрахування інколи використовується поєднання методів перестрахування, так зване факультативно-облігаторне і облігаторно-факультативне перестрахування.

## Пропорційне та непропорційне перестрахування
Можливі декілька різних типів угод на перестрахування, але двома найпоширенішими є пропорційне і непропорційне перестрахування.
Основними формами договорів пропорційного перестрахування є:
- Квотний, або частковий;
- Ексцедентний, або лімітний;
- Квотно-ексцедентний або змішаний.

Крім цього, іноді використовуються модифікації цих форм, які застосовують залежно від поставлених цілей.

### Пропорційне перестрахування
Найбільш проста форма пропорційного перестрахування — це квотне перестрахування англ. quota share) — перестрахування, за якого перестраховик приймає «на себе» квоту — певну частку (у відсотках) у кожному полісі, що підписує страховик, а потім у тій самій пропорції розділяє (зі страховиком) усі страхові премії та збитки. Власні можливості страховика можуть дозволити йому підписати у страховому полісі ризик до, скажімо, 1 млн грн., але купуючи пропорційне перестрахування, він зможе подвоїти чи потроїти цю межу.
Наприклад, страхова компанія може придбати пропорційну угоду з 50 % розподілом часток, в цьому випадку вона буде розділяти з перестраховиком половину усіх збитків (і премій). У випадку угоди з 75 % розподілом, страховик передасть 3/4-ті усіх втрат (збитків) і премій.
За умовами цього договору перестраховик передає в перестрахування в узгодженій з перестраховиком частці всі без винятку прийняті на страхування ризики з певного виду страхування чи групі суміжних страхувань. У цій же частці перестраховикові передається належна йому страхова премія, а він відшкодовує перестрахувальнику в тій же частці всі сплачені ним страхові збитки при настанні страхового випадку, тобто при квотному договорі цесіонарій повністю поділяє збитки цедента у певній частці. Передаючи ризики у перестрахування, а перестраховик має право на комісію в свою користь, яка в залежності від виду страхування може коливатися від 20 до 40 % від брутто-премії, а також на певну участь в можливій прибутку перестраховика, отриманої їм за прийнятими в перестрахування ризику, тобто перестраховик має право на бонус.
Основний недолік квотного договору полягає в необхідності перестраховувати в значній частці невеликі і, отже, не представляють серйозної небезпеки ризики, які при інших обставинах передавальна компанія могла б тримати на власній відповідальності, зберігаючи великі суми премії. Визначальним фактором у перестрахуванні за эксцедентним договором є так зване «власне утримання», що являє собою певний рівень утримання страхової суми, в межах якої перестрахувальник залишає на своїй відповідальності лише певну частину (ліміт) ризиків, а решту передає перестраховику.
Ліміт власної відповідальності страховик, як правило, встановлює в певній сумі в кожній групі ризиків, але по одному виду страхування (наприклад, суду, вантажі, космічні об'єкти тощо). Так, якщо максимум власної участі перестраховика (ексцедент) становить 100 тис., то всі прийняті на страхування ризики в межах цієї суми передаються перестраховику. При укладанні договору ексцедентного перестрахування виключаються всі ризики, страхова сума яких менша або дорівнює встановленому для даного портфеля кількості часткою власної участі страховика. І навпаки, ризики, страхова сума яких перевищує власну відповідальність страховика, вважаються перестрахованными.
Відсоток перестрахування — це відношення частки участі перестрахувальника до страхової суми даного ризику. Він складає основу для взаєморозрахунків між перестрахувальником і перестраховиком, як за перестрахових платежів, так і по страховій виплаті. Договори ексцедентного перестрахування є більш вигідними для перестраховика, ніж договори квотного перестрахування. Перевага виражається в тому, що забезпечується максимальне вирівнювання страхового портфеля. Крім того, за договором ексцедентного перестрахування менша сума страхових платежів передається перестраховику (цедент утримує всю сукупність дрібних страхових ризиків на власній страхової відповідальності). Квотно-ексцедентний договір перестрахування являє собою сполучення двох перерахованих вище видів перестрахувальних договорів. Портфель даного виду страхування перестраховується квотно, а перевищення сум страхування ризиків понад установлену квоту (норми) підлягає перестрахуванню на принципах ексцедентного договору.

### Непропорційне перестрахування
Непропорційне перестрахування (перестрахування на основі есцеденту збитку, або престрахування на основі Excess of Loss) «спрацьовує» лише у випадку, якщо (і коли) збитки, від яких страждає страховик, перевищують певну межу (власне утримання або пріоритет цедента).
На відміну від пропорційного, де головним є пайовий розподіл відповідальності по ризиках (частка страхової суми, премії, збитки), воно базується на розподілі відповідальності сторін по збитку. При непропорційному перестрахуванні платою за надане покриття збитків є певна частина страхового внеску, але ця частина визначається у відповідності не з часткою участі перестраховика в договорі, а з часткою збитків. Призначення такого перестрахування — забезпечення гарантії платоспроможності страховика за прийнятими ризиками при великому збитку. Непропорційне перестрахування застосовується також по всіх видах страхування, де немає межі відповідальності страховика (наприклад, при особистому страхуванні). Сутність його полягає в тому, що перестраховик сам оплачує збитки до узгодженого в договорі розміру, а перевищення цього розміру підлягає оплаті перестраховиком, для якого також встановлюється певна відповідальність.

## Перестраховий тариф
Перестрахови́й тариф  (перестрахова́ ста́вка) — ставка перестрахової премії з одиниці відповідальності перестраховика за визначений період перестрахування. При непропорційному перестрахуванні для остаточного перерахунку суми мінімальної депозитної перестрахової премії або депозитної перестрахової премії, за згодою сторін, може застосовуватись перестрахова ставка перерахунку.